# G. A. Jauck

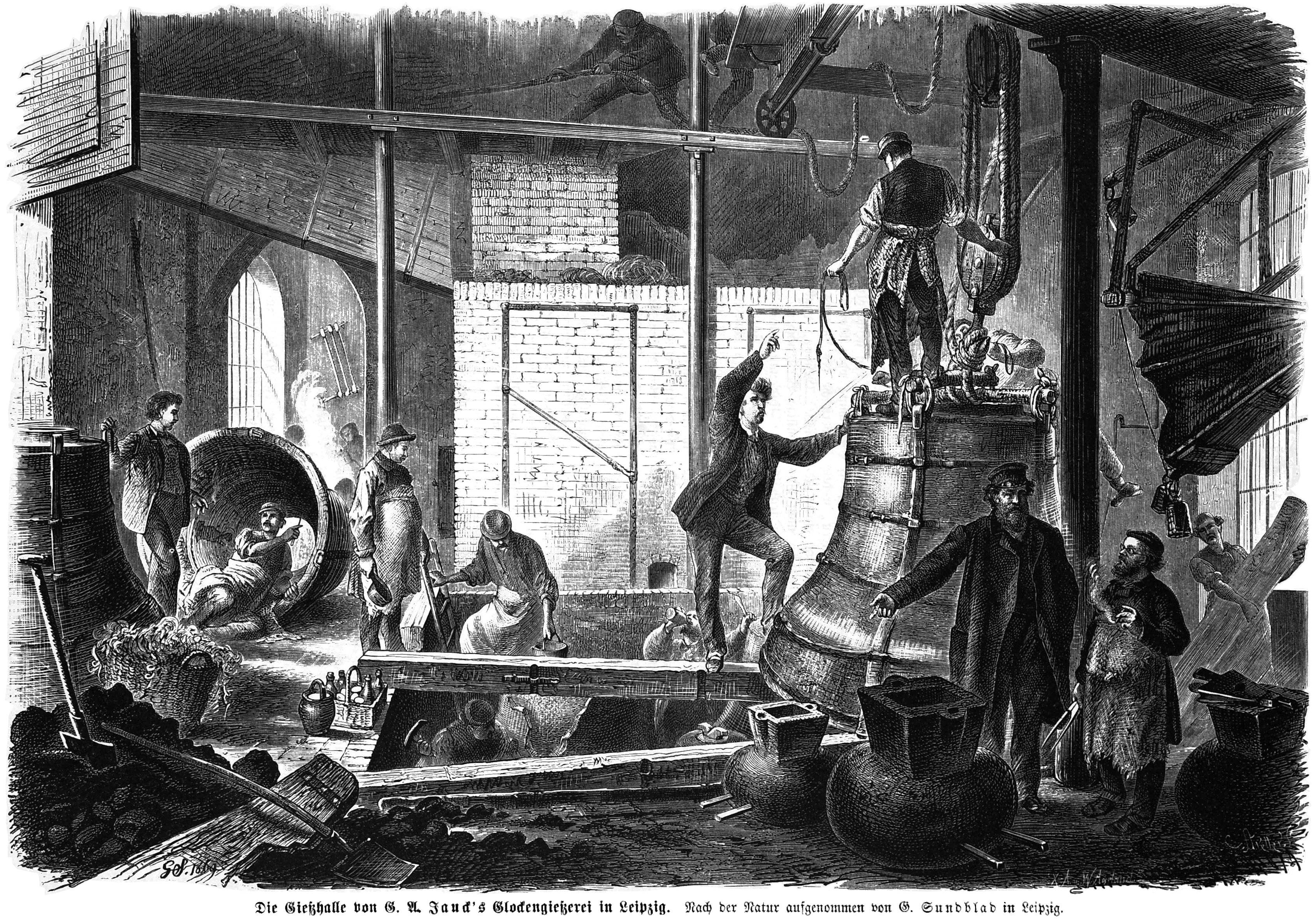
Die Gießhalle von G. A. Jauck’s Glockengießerei in Leipzig.

Die Glocken- und Kunstgießerei Jauck in Leipzig war ein Familienunternehmen, das zwischen 1796 und 1903 bestand. Sie firmierte unter G. A. Jauck. Die Gießerei stellte als Königlich-Sächsische Privat-Spritzenfabrik außerdem Feuerlöschgeräte her.

## Geschichte

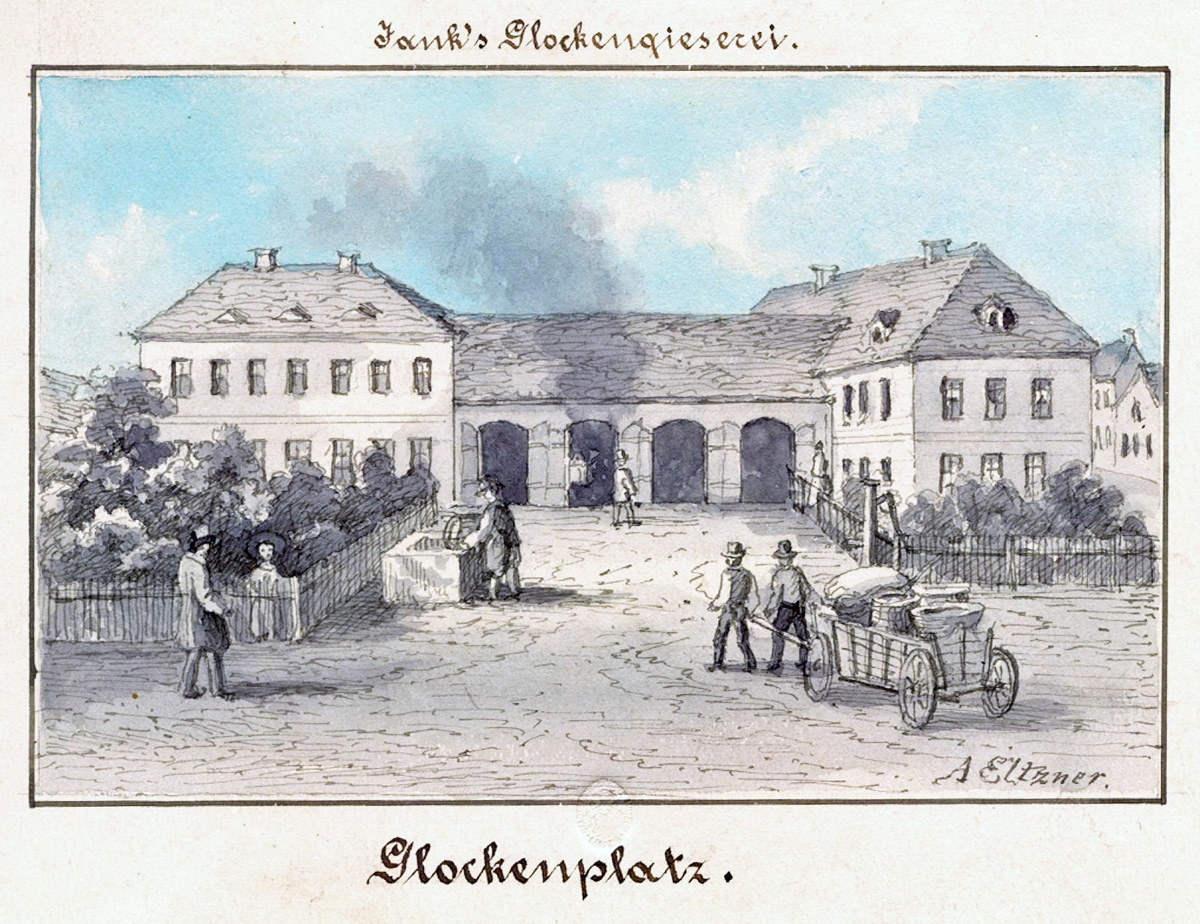
Die Glockengießerei um 1860

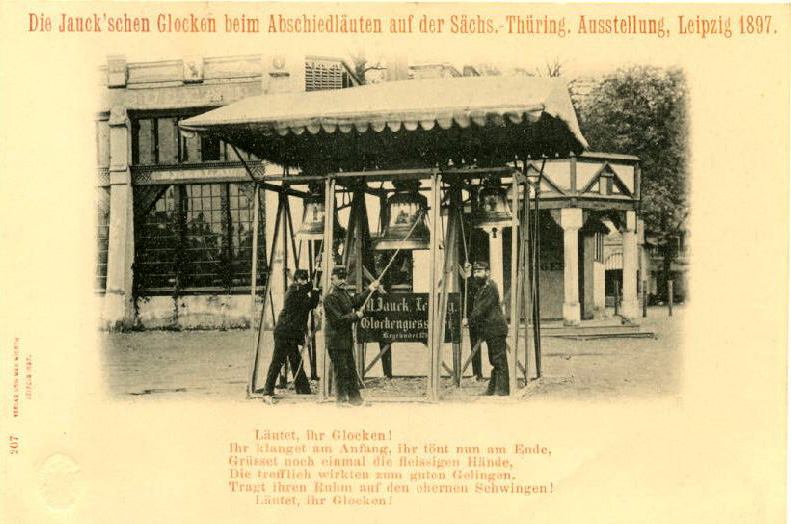
Jaucksche Glocken auf der Sächsisch-Thüringischen Industrie- und Gewerbeausstellung Leipzig 1897

Die Bronzegießerei wurde im Jahr 1796 von dem aus Nürnberg stammenden Georg Andreas Jauck (G. A. Jauck) in Leipzig gegründet. Sie befand sich ab 1822 in der Holzgasse (ab 1864 Sternwartenstraße). Die später hier abzweigende Straße erhielt den Namen Glockenstraße. Nach 36 Jahren erwarb im Jahr 1835 die Stadt Leipzig die Produktionsstätte, die nun den Titel Ratsglockengießerei führte. Die Stadt beauftragte den Sohn des Firmengründers – Gustav Adolph Jauck – mit der Weiterführung und Leitung des Handwerksbetriebes. Danach übernahm der 1844 geborene Enkel des Firmengründers – Richard Gustav Adolph Jauck – die Leitung. Als nächster und zugleich letzter Firmeninhaber trat Rudolf Jauck auf. Die Gießerei stellte für zahlreiche Kirchengebäude in ganz Deutschland das Geläut her.

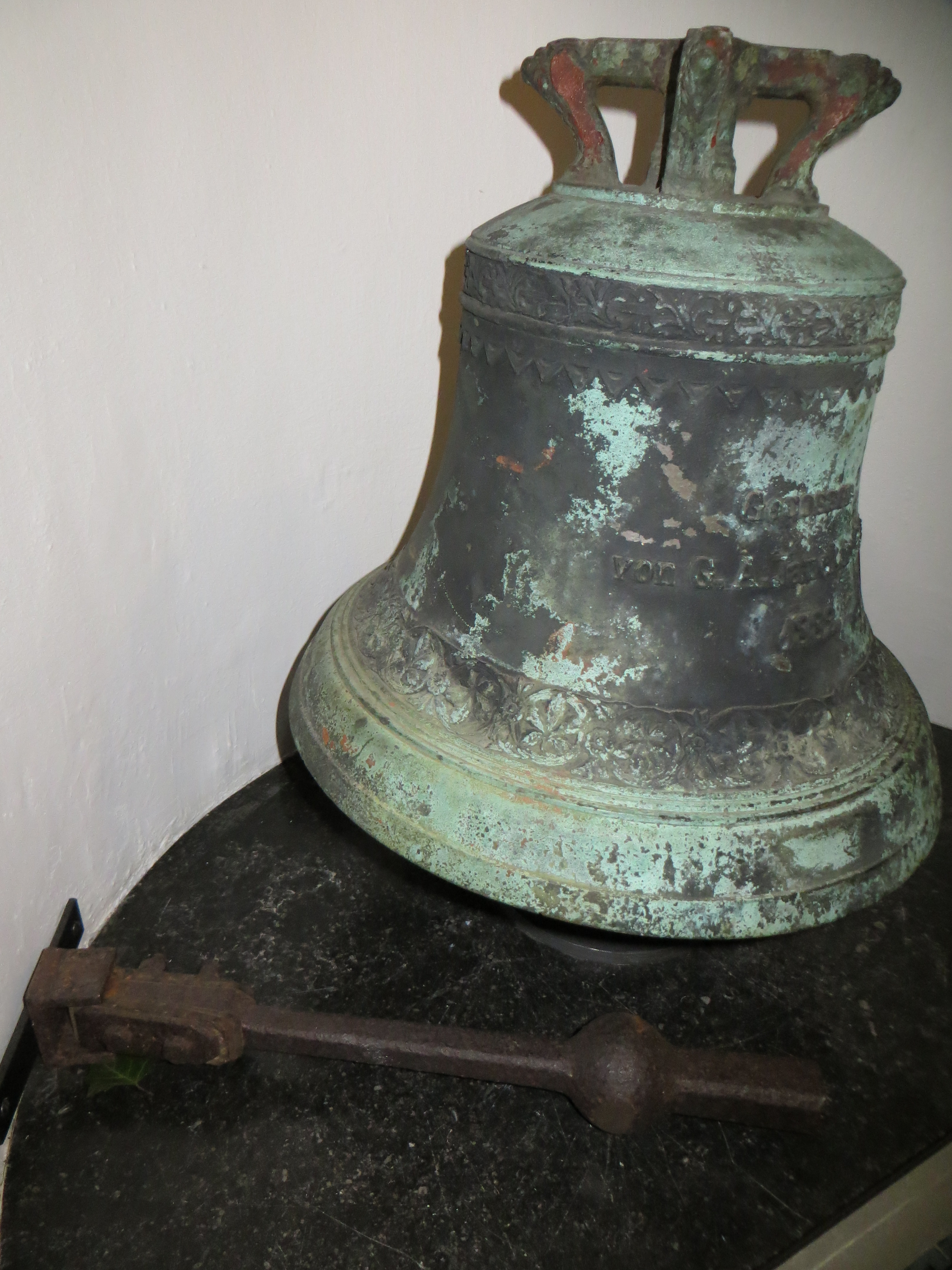
Die von Jauck 1882 gegossene erste Glocke der Flensburger Diako-Kirche. Sie wurde im Mai 2010 ersetzt.

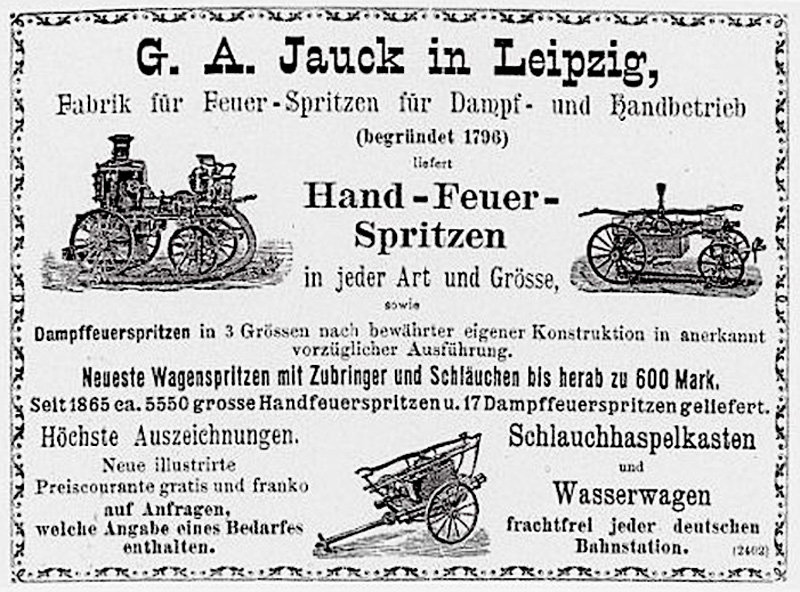
Inserat für Feuerlöschgeräte der Firma G. A. Jauck

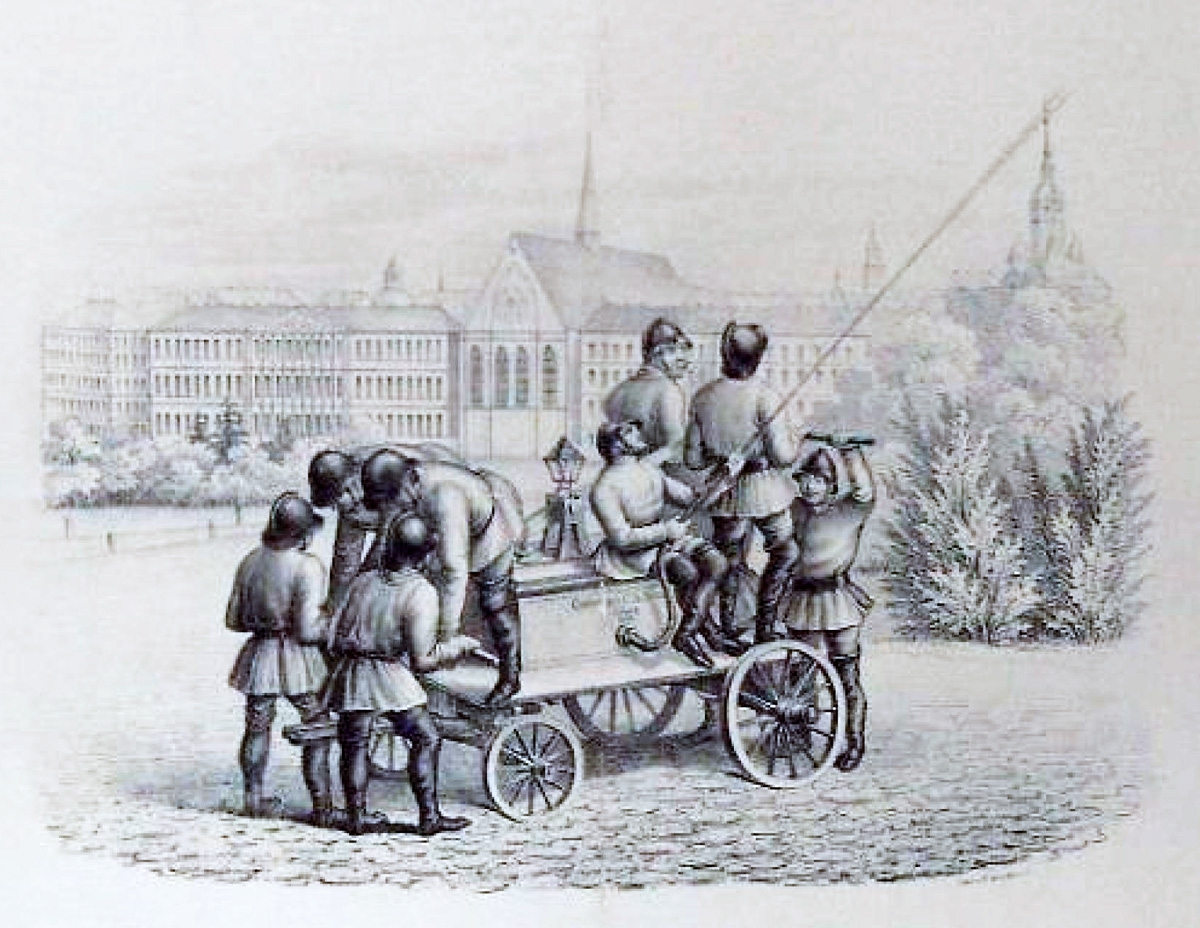
Ein Feuerlöschgerät der Fa. Jauck auf dem Leipziger Augustusplatz

Neben Glocken aller Größen stellte die Firma Jauck ab der Mitte des 19. Jahrhunderts auch Feuerlöschgeräte her. Mit diesen Produkten, aber auch mit Sponsoring, unterstützte G. A. Jauck die Bildung und Ausrüstung von Feuerwehren in verschiedenen deutschen Orten, sogar auch Feuerwehren in Österreich.

## Von Jauck gefertigte Kirchenglocken
Weil das Unternehmen von verschiedenen Mitgliedern der Familie Jauck geleitet wurde, ist eine eindeutige Zuordnung des vollständigen Namens nicht möglich. Hier werden deshalb alle unter Jauck bekannt gewordenen gegossenen Bronzeglocken aufgezählt. Insgesamt sollen 775 Glocken aus der Werkstatt Jauck stammen.
Kirchen
- 1839: drei Glocken für die Gedächtniskirche in Schönefeld (Ossietzkystraße); 1864 musste eine neu gegossen werden
- 1847: zwei Glocken für die Kirche zu Hänichen; im Zweiten Weltkrieg beschlagnahmt
- 1855: zwei Glocken für die Kirche zu Lützschena; im Zweiten Weltkrieg beschlagnahmt
- 1858: drei Glocken für die Kirche in Rehbach[4]
- 1861: vier Glocken für die katholische St. Cyriakus-Kirche in Duderstadt (fis0 a0 cis1 fis1), im Ersten Weltkrieg verlorengegangen.[5]
- 1862: zwei Glocken für die evangelische Kirche Unser Lieben Frauen in Dahlen: Die mittlere Glocke (Grundton g') ist 112 cm weit und wiegt 900 Kilogramm, die kleine Glocke (Grundton b') ist 94 cm weit und wiegt 550 Kilogramm.[6]
- 1865: drei Glocken für die Evangelisch-lutherische Kirche in Wachau, im Zweiten Weltkrieg beschlagnahmt, die Bruchstücke blieben in Hamburg liegen.[7]
- 1865: Guss von drei bronzenen Glocken (684,7 kg, Ton: F; 365 kg, Ton: A; 207,5 kg, Ton: C) für die Evangelisch-lutherische Dreifaltigkeitskirche Neusalza. Die beiden großen Glocken wurden zu Beginn des Ersten Weltkrieges 1914 eingeschmolzen, die kleinere wurde 1920 an die Glockengießerei Franz Schilling & Söhne in Apolda verkauft.
- 1865: drei Glocken für die Evangelisch-lutherische „St.-Johannis-Pauli-Kirche“ im thüringischen Niedersachswerfen (d1 f1 a1). Die große und die kleine Glocke wurden für die Herstellung von Kriegsmaterial im Ersten Weltkrieg beschlagnahmt. Die dritte Glocke wurde 1923 an die Gemeinde Lippoldshausen verkauft.[8]
- 1868: drei Glocken für die Kirche zum heiligen Kreuz Lengefeld (Erzgebirge)
- 1869: neues Geläut (Glocken mit 4055 kg, 2060 kg, 1220 kg und 520 kg) für die Nikolaikirche Leipzig. Die drei großen Glocken sind im 1., die kleinste ist im 2. Weltkrieg für Rüstungszwecke beschlagnahmt worden und verlorengegangen.[9]
- 1875: drei Glocken für die Matthäuskirche Lehrte
- 1875: drei Glocken für die Lukaskirche Planitz
- 1882: Glocke für den Dachreiter der Flensburger DIAKO-Kirche
- 1884: drei Glocken für die Dorfkirche Klinga
- um 1885: vier Glocken für die Peterskirche Leipzig[10]
- 1887: eine der vier Glocken für die Schlosskirche (Chemnitz) (d1), ursprünglich als mittlere Glocke für die Petrikirche hergestellt[11]
- 1887: drei Glocken für die Heilandskirche (Leipzig) in Plagwitz, Glockenweihe war am 23. Dezember 1887
- 1890: St. Marien (Zwickau)
- 1892: St. Nicolai (Aue)
- 1897: drei Glocken für die Sächsisch-Thüringische Industrie- und Gewerbeausstellung Leipzig 1897
- 1897: Glocke für die Festung Windhoek, Deutsch-Südwestafrika. Heute noch vorhanden in der alten Feste Windhoek
- 1898: Petrikirche (Chemnitz)
- 1899: 3 Glocken als C-Dur-Geläut mit einem Gesamt-Gewicht von mehr als 70 Zentnern für die Emmauskirche Sellerhausen (Leipzig), Glockenweihe war am 3. Dezember 1899; die kleinste der drei Glocken erklingt seit 1924 im Geläut der Kirche Paunsdorf
- eine der Glocken (e1) der Oberkirche St. Nikolai in Cottbus[12]
- 1900: ebenfalls für die Zwickauer Marienkirche, eine Seigerglocke (Uhrschlagglocke) mit 600 kg Gewicht und 100 cm Durchmesser. Diese musste 1913 noch vor Beginn des Ersten Weltkrieges an das Heeresamt abgeliefert werden.
- 1900: Großölsa (heute Oelsa, Stadtteil von Rabenau), 2 Glocken (485 kg, + 1917 und 243 kg, +1942) Glockenturm am Friedhofe, Kleine Glocke ab 1921 in der Kirche Bergießhübel
- 1901: Pauluskirche (Marienthal)
- 1902: Dreiergeläut für die Kirche Göbschelwitz

In Leipzig gab es im Jahr 1904 zum Ende des Unternehmens 83 Jauck-Glocken auf 34 Kirchtürmen. Rudolf Jauck galt als „Der Glockengießer von Leipzig“.

## Weitere Erzeugnisse von Jauck
Ab 1865 produzierte G. A. Jauck auch Feuerlöschgeräte, zunächst handbetriebene. 1876 baute die Firma die erste dampfbetriebene Spritze, die König Ludwig II. von Bayern auf dem 10. Deutschen Feuerwehrtag 1877 in Stuttgart erwarb.
Insgesamt lieferte die Firma über 5000 Handfeuerspritzen und 28 Dampffeuerspritzen. Feuerlöschgeräte der Firma G. A. Jauck befinden sich unter anderem noch bei den Feuerwehren in Mulsum, Prestewitz und Langhennersdorf.